# Dewildemania
Dewildemania es un género de plantas fanerógamas perteneciente a la familia de las asteráceas. Comprende 7 especies descritas y  aceptadas.

## Taxonomía
El género fue descrito por O.Hoffm. in De Wild. y publicado en Annales du musee du Congo. Serie 1, Botanique ser. 4. 1: X. 1903. La especie tipo es Dewildemania filifolia O.Hoffm.

## Especies aceptadas
A continuación se brinda un listado de las especies del género Dewildemania aceptadas hasta julio de 2012, ordenadas alfabéticamente. Para cada una se indica el nombre binomial seguido del autor, abreviado según las convenciones y usos.
- Dewildemania burundiensis Lisowski
- Dewildemania filifolia O.Hoffm.
- Dewildemania glandulosa Lisowski
- Dewildemania lancifolia (O.Hoffm.) Kalanda
- Dewildemania platycephala B.L.Burtt
- Dewildemania stenophylla (Baker) B.L.Burtt
- Dewildemania upembensis Lisowski